# ジョエル・グラテロル
ジョエル・ダビド・グラテロル・ナデル（Joel Davld Graterol Nader  ,  1997年2月13日 - ）は、ベネズエラ・カラボボ州バレンシア出身のプロサッカー選手。ギリシャ・スーパーリーグのパネトリコスFCに所属している。ポジションはGK。

## 来歴
2014-15シーズンに国内リーグのカラボボFCでプロデビュー。2016年シーズンまで在籍するも、2試合の出場にとどまった。
2017年にサモラFCに移籍。同年シーズンは8試合に出場。翌2018年シーズンに正GKに定着。32試合に出場し、同年シーズンのリーグ優勝に導いた。更に2019年シーズンは国内カップ戦コパ・ベネズエラで優勝した。
2019年12月30日、アメリカ・デ・カリと契約した

## ベネズエラ代表
2017年に韓国で開催された2017 FIFA U-20ワールドカップに、U-20のベネズエラ代表に選出。準優勝メンバーとなったものの、ウイルケル・ファリニェスが正GKを務めたこともあり、同大会は不出場で終了。2019年5月に、6月にブラジルで開催されるコパ・アメリカ2019の代表メンバーに招集。2021年6月3日の2022 FIFAワールドカップ・南米予選のボリビア戦で先発で起用され、代表デビューを果たした。